# Janko Rakoš
Janko Rakoš (Zagreb, 19. kolovoza 1974.) je hrvatski kazališni, televizijski i filmski glumac.

## Filmografija

### Televizijske uloge
- "Sjene prošlosti" kao Mate Kolarić (2024.)
- "San snova" kao policajac Zlatko (2023.)
- "Metropolitanci" kao Krešo Toplak (2022.)
- "Der Kroatien-Krimi" kao Goran Trević (2016.)
- "Stipe u gostima" kao Krešo (2011.)
- "Najbolje godine" kao Damir Hajduk (2009. – 2011.)
- "Nova u Dragošju" kao Damir Hajduk (2010.)
- "Zakon!" kao Jakov Sinovčić (2009.)
- "Bibin svijet" kao Martin Fruk #1 (2006. – 2009.)
- "Hitna 94" kao Igor (2008.)
- "Dobre namjere" kao Pero (2008.)
- "Operacija Kajman" kao Mile (2007.)
- "Naša mala klinika" kao Poldi (2007.)
- "Bumerang" kao Jadranko "Šiljo" Fabek (2005. – 2006.)
- "Odmori se, zaslužio si" kao vidovnjak (2006.)
- "Bitange i princeze" kao Dalibor Hohnjec (2005.)
- "Osvajanja Ljudevita Posavca" (2004.)
- "Zlatni vrč" kao turist (2004.)

### Filmske uloge
- "Uzbuna na Zelenom vrhu" kao Vlado Branjc (2017.)
- "Pjevajte nešto ljubavno" kao policajac (2007.)
- "Ne pitaj kako!" kao Dudo (2006.)
- "Lopovi prve klase" kao Đoni Bomba (2005.)
- "Ispod crte" kao policajac (2003.)
- "Infekcija" kao rekviziter (2003.)
- "Fine mrtve djevojke" (2002.)
- "Kako loš son" kao Harold (2002.)
- "24 sata" (2001.)
- "Holding" kao pacijent u bolnici (2001.)
- "Ajmo žuti" kao navijač Brezja Gornjeg (2001.)
- "Nebo, sateliti" kao srpski vojnik (2000.)
- "Najmanji čovjek na svijetu" (2000.)
- "Crvena prašina" (1999.)
- "Sunčana strana subote" (1999.)
- "Na mjestu događaja" (1998.)
- "Kap" (1997.)

### Sinkronizacija
- "Monstermania" kao Fred, hrvač, podzemni sudac i snimatelj (2021.)
- "Tvornica snova" kao Gaff (2021.)
- "Teletubbiesi" (6. – 7. sezona) kao Dipsy i razni muški likovi u igranim segmentima (2017. – 2018.)
- "Coco i velika tajna" kao činovnik (2017.)
- "Oto: Istraživač dubina" kao Ivo (2017.)
- "Brzi Ozzy" kao Vito (2017.)
- "Pjevajte s nama 1" kao Mike (2016.)
- "Rode" kao Dodo (2016.)
- "Ledeno doba 5: Veliki udar" kao Bak (2016.)
- "Medo sa sjevera" kao gdin. Cash (2016.)
- "Čarobna kupka Doktora Proktora" (2015.)
- "Dobri dinosaur" kao sakupljač ljubimaca (2015.)
- "Ups! Noa je otišao" kao Dave (2015.)
- "Čudovišta sa sveučilišta" kao Šljapko (2013.)
- "Avioni 1" kao Ned (2013.)
- "Oblačno s ćuftama 2" kao Chester V (2013.)
- "Turbo" kao Anđelko (2013.)
- "Hotel Transilvanija 1, 2, 3, 4" kao Zraki (2012., 2015., 2018., 2022.)
- "Medvjedić Winnie" kao Praščić (2011.)
- "Planet 51" (2009.)
- "Ledeno doba 3: Dinosauri dolaze" kao Bak (2009.)
- "Nebesa" kao medicinski tehničar Žorž (2009.)
- "Neobična zubić vila" kao Pipo (2008.)
- "WALL-E" kao WALL-E (2008.)
- "Juhu-hu" kao Emil (2007.)
- "Kad krave polude" kao Eddy (2006.)
- "Ružno pače i ja" kao Glistan (2006.)
- "Shrek 1 (Project 6 Studio i RTL televizija)" kao Magarac/Mago [Eddie Murphy] (2006.)
- "Garfield 1" kao miš Luis [Nick Cannon] (2004.)
- "Grčka mitologija" (2004.)
- "Aladin 1" kao papagaj Jago (2004.)
- "Scooby Doo i napadači iz svemira" (2000.)
- "Scooby Doo i čudovište iz Loch Nessa" kao Del Chillman
- "Scooby Doo i kibernetički lov" kao Bill McLemore
- "Transformeri" kao Zujo
- "Lilo i Stitch" (serija) kao Plikli
- "Ulica Sezam" kao Elmo i Nataša

## Vanjske poveznice
- Janko Rakoš u internetskoj bazi filmova IMDb-u (engl.)